# Ian Ross
Ian Ross (Glasgow, 1947. január 26. – 2019. február 9.) skót labdarúgó, hátvéd, edző.

## Pályafutása
A Liverpool korosztályos csapatában kezdte a labdarúgást. 1966 és 1972 között az első csapat tagja volt. 1972 és 1976 között az Aston Villa játékosa volt. 1976-ban kölcsönben szerepelt a Notts County, majd a Northampton Town együttesében. 1976 és 1979 között a Peterborough United labdarúgója volt. 1979-ben edzőként csatlakozott Wolverhampton Wanderershez. John Barnwell vezetőedző stábjának a tagja volt, de játékosként is regisztrálva volt, habár mérkőzésen nem szerepelt soha. 1982-ben rövid ideig a csapat ideiglenes vezetőedzője volt. 1982–83-ban a Hereford United játékos-edzője volt. 1985 és 1990 között Izlandon dolgozott: a Valur, majd a KR Reykjavík vezetőedzője volt. 1992–93-ban a Huddersfield Town szakmai munkáját irányította. 1994-ben az izlandi Keflavik, 1996-ban a Berwick Rangers vezetőedzője volt.

## Sikerei, díjai
Liverpool FC
- Angol bajnokság (First Division)
  - 2.: 1968–69